# Ce que je sais de Vera Candida
Quelque part dans une Amérique du Sud imaginaire, trois femmes d’une même lignée semblent promises au même destin : enfanter une fille et ne pouvoir jamais révéler le nom du père. Elles se nomment Rose, Violette et Vera Candida. Elles sont toutes éprises de liberté mais enclines à la mélancolie, téméraires mais sujettes aux fatalités propres à leur sexe. Parmi elles, seule Vera Candida ose penser qu’un destin, cela se brise. Elle fuit l’île de Vatapuna dès sa quinzième année et part pour Lahomeria, où elle rêve d’une vie sans passé. Un certain Itxaga, journaliste à L’Indépendant, va grandement bouleverser cet espoir.
Ce que je sais de Vera Candida est un roman de Véronique Ovaldé publié le 20 août 2009 aux éditions de l'Olivier et ayant reçu la même année le Prix Renaudot des Lycéens 2009 et le Prix France Télévisions 2009. Il a aussi reçu le Grand Prix des lectrices Elle 2010 dans la catégorie roman.

## Éditions
Éditions imprimées
- Ce que je sais de Vera Candida, éditions de l'Olivier, 2009,  (ISBN 978-2-87929-679-1).
- Ce que je sais de Vera Candida, J'ai lu, 2011,  (ISBN 978-2-290-02205-4).

Livre audio
- Véronique Ovaldé, Ce que je sais de Vera Candida, Paris, Audiolib, 20 janvier 2010 (ISBN 978-2-35641-207-2, BNF 42123340)Narratrice : Catherine Falgayrac ; support : 1 disque compact audio MP3 ; durée : 7 h 51 min environ ; référence éditeur : Audiolib 25 0243 3.